# Róbert Feczesin
Róbert Feczesin (* 22. února 1986) je maďarský fotbalový útočník, momentálně hrající za maďarský celek Vasas FC. Zúčastnil se fotbalového ME U17 2009.